# Rhasis amplificatus
Rhasis amplificatus är en insektsart som först beskrevs av William Lucas Distant 1893.  Rhasis amplificatus ingår i släktet Rhasis och familjen ängsskinnbaggar. Inga underarter finns listade i Catalogue of Life.